# Szűr
Szűr (deutsch Sier) ist eine ungarische Gemeinde im Kreis Mohács im Komitat Baranya. Gut 40 Prozent der Bewohner gehören zur Volksgruppe der Ungarndeutschen.

## Geografische Lage
Szűr liegt ungefähr 27 Kilometer östlich des Komitatssitzes Pécs und 14 Kilometer nordwestlich der Stadt Mohács an dem Fluss Csele-patak. Nachbargemeinden sind Himesháza und Szebény.

## Geschichte
Im Jahr 1913 gab es in der damaligen Kleingemeinde 121 Häuser und 657 Einwohner auf einer Fläche von 1356 Katastraljochen. Sie gehörte zu dieser Zeit zum Bezirk Pécsvárad im Komitat Baranya.

## Sehenswürdigkeiten
- Römisch-katholische Kirche Szent László, fertiggestellt 1810 im spätbarocken Stil
- Szent-János-Statue
- Weltkriegsdenkmal

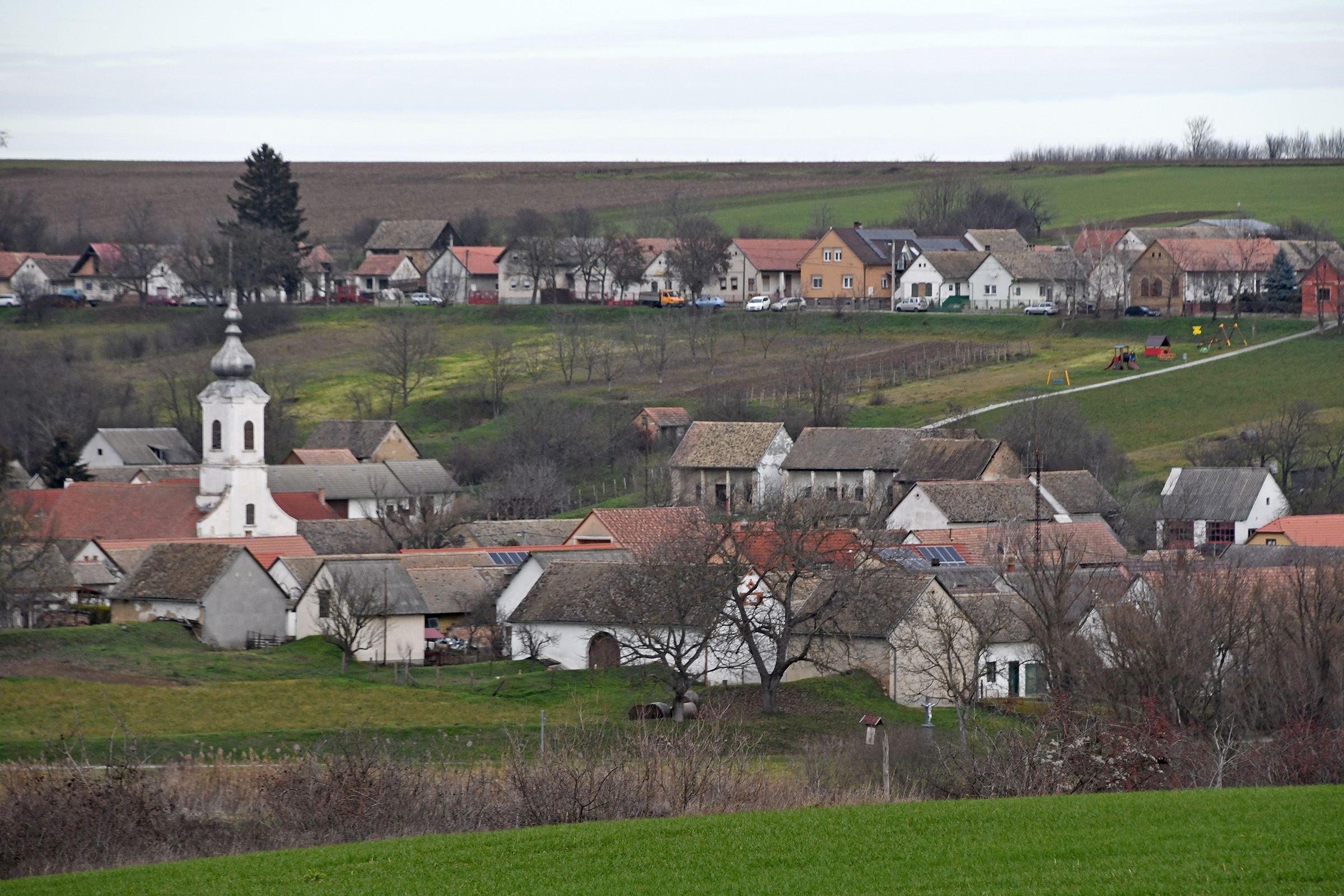
Blick auf Szűr von Südwesten
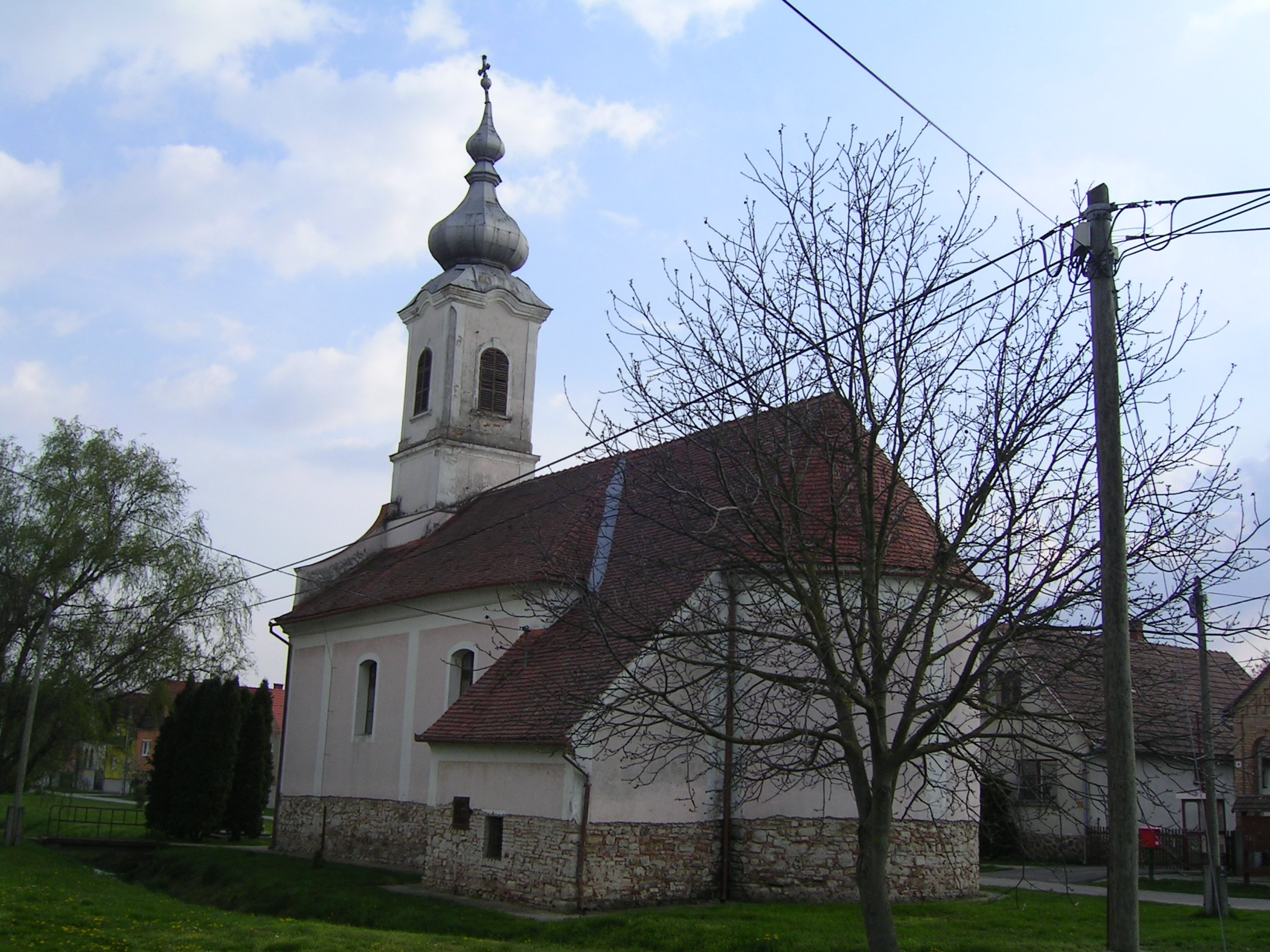
Röm.-kath. Kirche Szent László
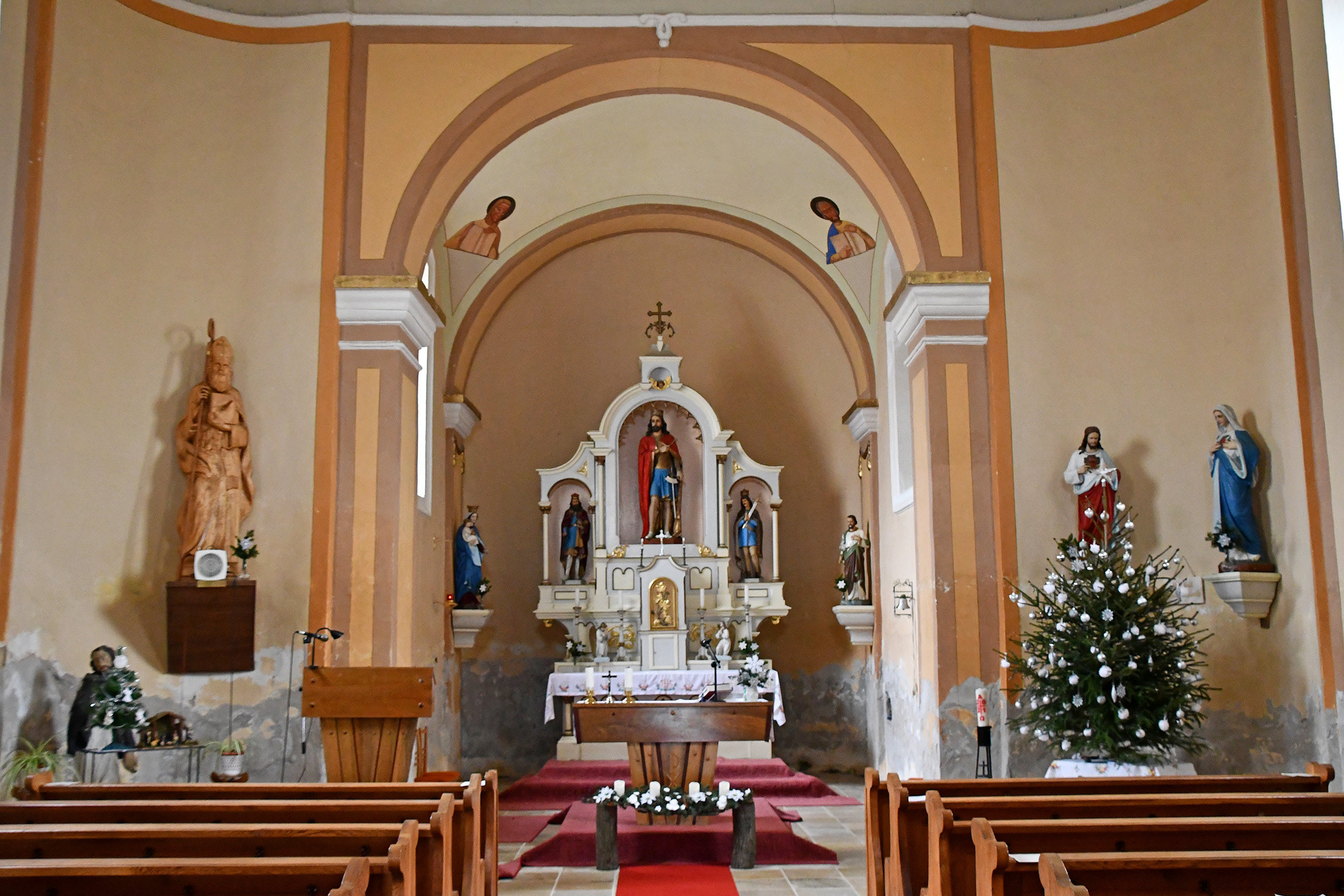
Innenraum der Kirche Szent László
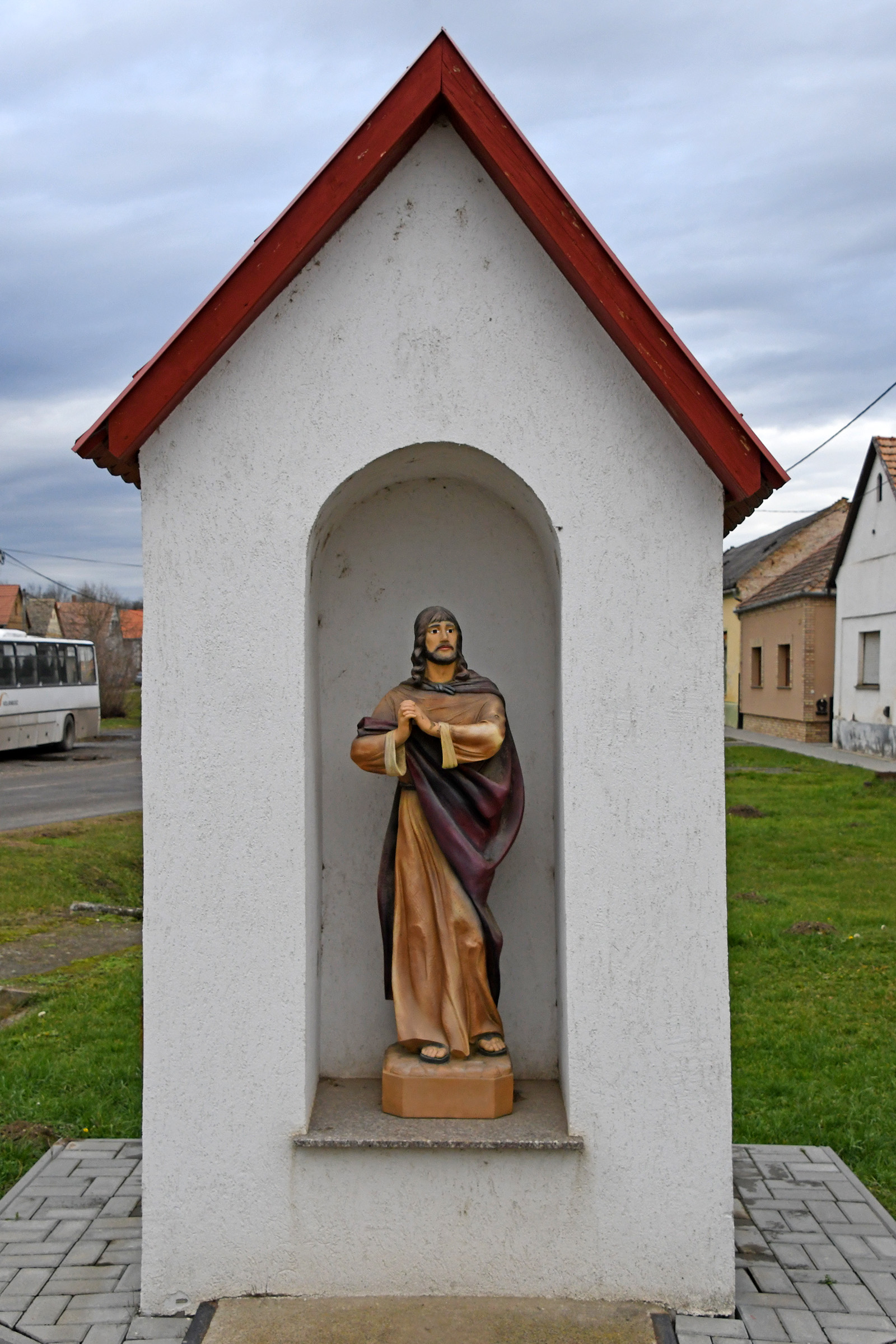
Szent-János-Statue

## Verkehr
Durch Szűr verläuft die Landstraße Nr. 5614. Es bestehen Busverbindungen nach Szebeńy sowie über 
Himesháza und Székelyszabar nach Mohács. Die nächstgelegenen Bahnhöfe befinden sich in Mohács und Bátaszék.